# 阿克塞区
阿克塞区，另译阿克塞伊区，是吉尔吉斯斯坦西部州份賈拉拉巴德州下辖的一个区。该区治所位于凱爾本，面积约为4,578平方（1,768平方英里），2009年常住人口为113,010人。